# 修養団捧誠会

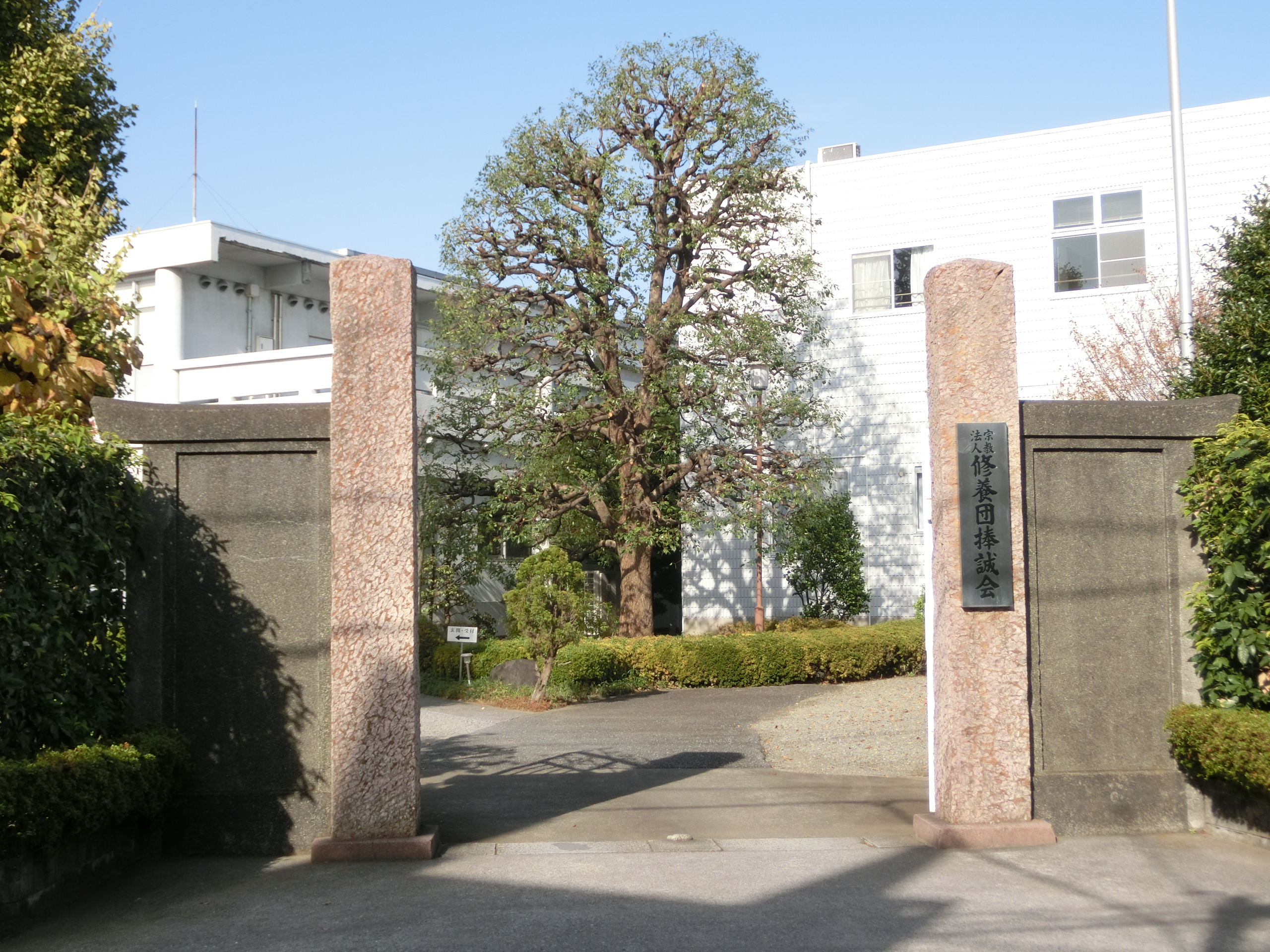
修養団捧誠会本部

修養団捧誠会（しゅうようせいほうせいかい）は、東京都豊島区池袋本町に本部を置く、新宗教のひとつ。新日本宗教団体連合会に加盟している。

## 概要
1941年に創始された新宗教で、教団本部は池袋本町に、聖地が伊豆半島の達磨山、栃木県佐野市に置かれている。
開祖は出居清太郎で、「教祖」と称される。文献によっては天理教の系列に属されていることもあるが、出居が青年時代にほんみちと活動を共にしていたことがあるだけで、教義としての影響は受けたことはない。
1947年12月15日に宗教法人となり、1952年12月3日には宗教法人法の認証を受け、宗教法人修養団捧誠会となる。1983年8月23日、清太郎が死去すると、妻 菊のが2代目総裁に就任。1997年11月18日、菊のが死去。同年12月3日、出居茂が3代目総裁に就任した。2011年1月31日、茂が死去。同年3月13日、出居徳久が4代総裁に就任した。